# Le Clown, le film
Pour plus de détails, voir Fiche technique et Distribution.
Le Clown, le film (titre original : Der Clown) est un film allemand réalisé par Sebastian Vigg, sorti en 2005. 

## Synopsis
Après la mort de Claudia, tuée lors d'une mission avec Dobbs et Max (dit « le clown »), pour empêcher l'attaque d'un transport de documents confidentiels, Max Zander décide de poser le masque. Mais l'assassin de Claudia, Zorbek, a caché des plans volés dans un centre commercial. Max prend un poste d'agent de sécurité pour revoir celui qui a ôté la vie à son amie. Quatre ans ont passé, et Zorbek est revenu chercher les plans ; le Clown reprend du service et doit à présent sauver Leah, la sœur de Claudia, devenue journaliste et enlevée par Zorbek.

## Fiche technique
- Titre original : Der Clown
- Titre français : Le Clown, le film
- Réalisation : Sebastian Vigg
- Scénario : Timo Berndt
- Producteur : Hermann Joha
- Musique : Kay Skerra
- Budget : 8 000 000 d'euros (estimation)[1]
- Pays de production :  Allemagne
- Langue originale : allemand
- Genre : action
- Société de production : Action Concept Cinéma
- Durée : 104 minutes
- Dates de sortie :
  - Allemagne : 24 mars 2005

## Distribution
- Sven Martinek (V. F. : Emmanuel Jacomy) : Max Zander
- Thomas Anzenhofer (V. F. : Thierry Buisson) : Dobbs Steiger
- Eva Habermann (V. F. : Barbara Delsol) : Leah Diehl
- Götz Otto (V. F. : Cédric Dumond) : Zorbek
- Diana Frank (V. F. : Rafaèle Moutier) : Claudia Diehl
- Xenia Seeberg (V. F. : Brigitte Berges) : Mona
- Dirk Heinrichs (V. F. : David Kruger) : Marten
- Patrice Bouédibéla (V. F. : Daniel Lobé) : Daib
- Andreas Schmidt-Shaller (V. F. : Marcel Guido) : Führmann
- Xaver Hutter (V. F. : Sébastien Finck) : Salbach
- Martin Brambach (V. F. : Guillaume Orsat) : Kähler
- Stefan Gebelhoff (V. F. : Xavier Fagnon) : Wolff
- Version française[2] :
  - Société de doublage : Dubbing Brothers
  - Direction artistique: Danièle Bachelet
  - Adaptation des dialogues : Francine Auber

## À noter
- Ce film est une suite de la série télévisée éponyme débutée en 1996 et qui s'est arrêtée en 2001.